# Чулув (Малопольське воєводство)
Чулув (пол. Czułów) — село в Польщі, у гміні Лішки Краківського повіту Малопольського воєводства.
Населення — 1202 особи (2011).
У 1975-1998 роках село належало до Краківського воєводства.

## Демографія
Демографічна структура станом на 31 березня 2011 року:
|          | Загалом | Допрацездатний вік | Працездатний вік | Постпрацездатний вік |
| -------- | ------- | ------------------ | ---------------- | -------------------- |
| Чоловіки | 614     | 129                | 430              | 55                   |
| Жінки    | 588     | 108                | 370              | 110                  |
| Разом    | 1202    | 237                | 800              | 165                  |